# Pulo Tinggi
Pulo Tinggi is een bestuurslaag in het regentschap Aceh Jaya van de provincie Atjeh, Indonesië. Pulo Tinggi telt 275 inwoners (volkstelling 2010).